# Regelplan

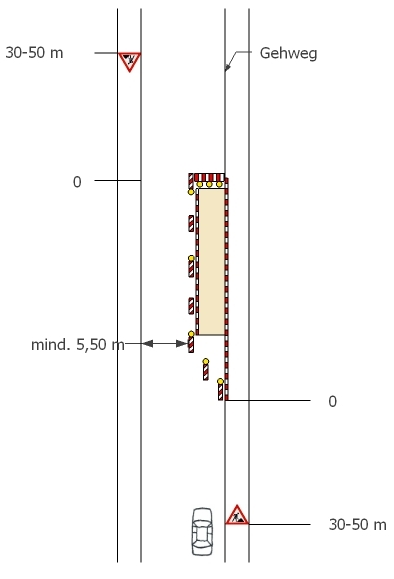
Regelplan B I/1 für Arbeitsstellen mit geringer Einengung der Fahrbahn

Der Regelplan (auch Regelblatt) ist ein Verkehrszeichenplan und dient der Absicherung von Arbeitsstellen an Straßen. Geltende Richtlinien sind die Richtlinien für die Sicherung von Arbeitsstellen an Straßen (RSA). Der Regelplan beinhaltet die Lage und Auswahl von Verkehrszeichen und Fahrbahnmarkierungen, die zur Sicherung der Arbeitsstelle notwendig sind. Zur Vereinheitlichung und besseren Anwendbarkeit der Vorschrift wurde eine Vielzahl von typischen Baustellensituationen in den Teilen B, C und D der RSA zusammengestellt. Regelpläne sind auf häufig wiederkehrende Standardsituationen abgestimmt. Es handelt sich um Skizzen oder Muster und als solche sind Regelpläne Mittel zur Arbeitserleichterung. Es gibt keine Vorschrift, die ihre Anwendung vorschreibt: Sie haben weder Verordnungscharakter (wie etwa die StVO), noch können aus ihnen Rückschlüsse auf maßstäbliche Einzelheiten einer Arbeitsstelle gezogen werden. Eingereicht werden muss bei der zuständigen Behörde also kein Regelplan, sondern ein Verkehrszeichenplan, der die Arbeitsstelle mit den entsprechenden Absicherungsmaßnahmen wiedergibt.
Ein Regelplan kann unverändert übernommen werden, wenn er auf die verkehrliche Situation passt, oder so abgeändert werden, dass er den Grundbaustein für einen Verkehrszeichenplan bildet. Es können aber auch Freihandzeichnungen eingereicht werden. Die in den RSA abgebildeten Regelpläne zu Autobahnbaustellen kürzerer Dauer (D III) werden in der Praxis wegen Sicherheitsbedenken (z. B. erhöhter Lkw-Verkehr) kaum noch angewandt. Inzwischen wurden diese D III-Regelpläne durch neue Regelpläne ersetzt, die in den TLP-Warnschwellen 2014 veröffentlicht (Verkehrsblatt Heft 4/2015), aber noch nicht in die RSA überführt wurden.